# Motschulskyia minima
Motschulskyia minima är en insektsart som beskrevs av Irena Dworakowska 1993. Motschulskyia minima ingår i släktet Motschulskyia och familjen dvärgstritar.
Artens utbredningsområde är Taiwan. Inga underarter finns listade i Catalogue of Life.